# Eugnathia pictipennis
Eugnathia pictipennis là một loài bướm đêm trong họ Erebidae.